# 4557 Mika
4557 Mika (1987 XD) là một tiểu hành tinh vành đai chính được phát hiện ngày 14 tháng 12 năm 1987 bởi Masayuki Yanai và Kazuro Watanabe ở Kitami.